# Зинкевич, Василий Иванович
Васи́лий (Васи́ль) Ива́нович Зинке́вич (укр. Василь Іванович Зінкевич; род. 1 мая 1945, с. Васьковцы, Изяславский район, Хмельницкая область, УССР) — советский и украинский певец, актёр. Герой Украины (2009). Народный артист УССР (1986). Заслуженный деятель искусств Автономной Республики Крым (2000).
Наряду с Назарием Яремчук, Софией Ротару и Владимиром Ивасюком, Зинкевич был одним из лиц возрождения украинских корней музыки 1970-х годов.
Зинкевич получил свою изначальную известность как солист украинской ВИА и как исполнитель главной роли в фильме 1970 года Червона Рута. Его интерпретация песен Владимира Ивасюка «Червона рута», «Мила моя» и «На швидких поїздах» сделала его известным на весь Советский Союз. Несколько песен Зинкевича, а также некоторые его песни, хореографии танца, попавшие в «Золотой фонд украинского артистизма».

## Биография
Окончил в 1965 году Клембовскую среднюю школу. Выпускник Выжницкого училища декоративно-прикладного искусства, в 1968 году после службы в рядах ВС СССР числился в ВИА «Смеричка» под руководством Левка Дутковского, куда через год пришёл Назарий Яремчук.
В 1971 году Василий Зинкевич получил всесоюзную славу, исполнив вместе с Яремчуком и Ивасюком песню «Червона рута», которая стала лучшей песней в стране.
В й971 году в городке Яремче был снят и показан по Центральному Всесоюзному телевидению первый украинский музыкальный телефильм режиссёров Мирослава Скочеляса и Романа Алексеева — «Червона Рута» о творчестве молодых музыкантов. В этом фильме, герой Василия Зинкевича — молодой шахтёр Борис из Донбасса, исполнил много украинских песен композитора и поэта Владимира Ивасюка: «На скорых поездах», «Милая моя», «Залишенi квiти» — на музыку Валерия Громцева, «Водограй» в дуэте с молодой певицей Софией Ротару, кульминацией музыкального фильма было исполнение певцом песни «Червона Рута». В этом же году солисты ансамбля Василий Зинкевич, Назарий Яремчук и молодой композитор Владимир Ивасюк приняли участие в итоговом телеконкурсе «Песня года» в городе Москве. Они исполнили песню «Червона Рута».
В 1972 году с песней Л. Дутковского «Горянка» вместе с Н. Яремчуком и ансамблем «Смеричка» стал лауреатом Всесоюзного телеконкурса в Москве «Алло, мы ищем таланты!».
В 1975 покинул профессиональную «Смеричку» Л. Дутковского и перешёл работать солистом волынского ВИА «Свитязь» под руководством Валерия Громцева. В 1978 году принял участие на Всесоюзном конкурсе «Молодые голоса», где исполнил песни Владимира Ивасюка: «Только раз цветёт любовь» на слова Богдана Стельмаха и «Мир без тебя» на слова Василия Бабуха.
С 1980 — художественный руководитель Волынской филармонии. С 1980 — художественный руководитель ВИА «Свитязь».
24 мая 2002 года в Киеве Международным центром культуры и искусства была открыта «Аллея звёзд», где Зинкевичу была вручена Звезда Украины.
В 2003 году были выпущены авторские альбомы поэта Юрия Рыбчинского, в которые вошли песни в исполнении Василия Зинкевича. В 2004 году вышел альбом «Пiснi про кохання» в серии «Золота колекція», в который вошли песни: «Червона Рута» и «Залишенi квiти», музыка Валерия Громцева, в исполнении Василия Зинкевича и ВИА «Смеричка». В 2005 год по украинскому ЦТ был показан музыкальный фильм, посвящённый творчеству Зинкевича.
3 октября 2021 года во Дворце «Украина» состоялся концерт Василия Зинкевича «Скрипка играет» в Киеве.
Вспоминая о временах после знакомства с Ивасюком, певец говорил, что тогда рождалось целое поколение украинской эстрады. Уже тогда их приглашали на центральное телевидение и в европейские телепередачи. Уже тогда многие заметили, что они вырвались из привычных традиций и всех это привлекало.

## Личная жизнь
Дети Василия Зинкевича — Василий и Богдан — продолжили путь отца на эстраде.[уточнить]

## Награды и звания
- Указом Президента Украины № 631/2009[3] от 19 августа 2009 года В. Зинкевичу присвоено звание Герой Украины (за выдающиеся личные заслуги перед Украинским государством в развитии музыкальной культуры, многолетнюю плодотворную творческую деятельность на ниве обогащения национальной песенной сокровищницы).
- орден князя Ярослава Мудрого III степени (2025)[4].
- орден князя Ярослава Мудрого IV степени (2020)[5].
- орден князя Ярослава Мудрого V степени (2009)[6].
- кавалер ордена «За заслуги» всех степеней (12[7] и 21 августа[8] 1999[9], 2005[10][11]).
- народный артист УССР (1986).
- заслуженный артист УССР (1978).
- Заслуженный деятель искусств Автономной Республики Крым (2000)[12].
- Почётный гражданин Луцка (2001).
- Национальная премия Украины имени Тараса Шевченко (1994) — за концертные программы последних лет[13].
- Почётная грамота Верховной Рады Автономной Республики Крым (1999)[14].